# 나카가미 이쿠미
 나카가미 이쿠미는 일본의 여성 성우이다. 로보카 폴리에서는 캡, BanG Dream!에서는 야마토 마야 역을 맡았다.

## 애니메이션
- 로보카 폴리 -캡